# Little Man (Sonny & Cher)
Little Man (Piccolo ragazzo) è un brano del duo statunitense Sonny & Cher del 1967. Raggiunse la 21ª posizione nella classifica "Billboard Hot 100". Nello stesso anno ne incisero la versione italiana in singolo (Atlantic Records – AT 90179), inserita nell'album del 1967 In Case You're in Love (Atlantic Records – 33-203).
La cover in italiano intitolata Piccolo ragazzo, testo di Mogol, fu portata al successo da Milva (Dischi Ricordi – SRL 10-446), inserita nell'album Milva (Dischi Ricordi – MRL 6057). Nel 1967 il singolo raggiunse la 15ª posizione della Hit Parade.

## Descrizione
La canzone orecchiabile e ritmata tratta dell'amore di un ragazzo per una donna più grande la quale, pur lusingata, lo mette in guardia sul senso del suo amore giovanile.
Invece, il lato B del disco contiene Parigi sorride, colonna sonora del film Parigi brucia? di René Clément.